# Sokoły (powiat grajewski)
Sokoły – wieś w Polsce położona w województwie podlaskim, w powiecie grajewskim, w gminie Szczuczyn.
W latach 1975–1998 miejscowość należała administracyjnie do województwa łomżyńskiego. Większość mieszkańców trudni się w rolnictwie.
Wierni kościoła rzymskokatolickiego należą do parafii Przemienienia Pańskiego w Wąsoszu.